# Bristol (Dakota Południowa)
Bristol – miasto w Stanach Zjednoczonych, w stanie Dakota Południowa, w hrabstwie Day.